# Латгальские фамилии
Латгальские фамилии — фамилии, характерные для латгальцев.

## История
В письменных источниках о Латгалии фамилии появляются уже в конце XVII века.
Крестьянам фамилии начали активно давать к 1866 году. Полонизированные дворяне и католические священники предпочитали польские фамилии, а дворяне, ориентирующиеся на Россию — русские.
Женщины получали фамилии по имени отца или мужа с добавлением суффикса -ānе(-a,-s). Братьям могли присвоить различные фамилии. В некоторых случаях одну фамилию давали целой деревне без разделения на роды и семейства: например, в деревне Анджаны, Маскаланы, Строды, Пуданы, Матисаны, Юбели, Логоцки, Лайзаны и другие все жители носили фамилию Анджан. Позже в деревне Дырши все жители решили поменять фамилию Dirši, созвучную слову со значением «задницы», хотя языковеды возводят название деревни к литовскому названию дикорастущего злака — костра (лит. dirsė)).

## Описание
Латгальские фамилии в основном образованы от имён существительных латгальского языка с добавлением или без добавления суффиксов.
Примеры фамилий без суффикса: Лоц (наряду с формой Лоцан), Дзалба, Дилба, Зейза, Берза, Марнауз. В разных диалектах латгальского языка чередуются гласные y и i, следствием чего является параллельное существование фамилий Вылц, Вилц, Вылцан и Вилцан (от существительного со значением «волк»). В годы правления Карлиса Ульманиса данный тип фамилий латышизировали добавлением -s (мужской вариант) и -e (женский важиант): Вылцанс, Вилцанс, Вылцане, Вилцане). Другие примеры этого типа фамилий: Ужан, Ушкан, Кальван, Массан, Пуйсан, Эйсан, Вацпан, Вайпан, Бокан.
Примеры фамилий с суффиксом -iņš (мужской вариант) и -iņa (женский вариант): Берзиньш (Берзиня). В Российской Империи фамилии данного типа русифицировали по принципу Берзиньш → Берзин, Лапиньш → Лапин, Пуриньш → Пурин, Аболтиньш → Аболтин.
Примеры фамилий с окончанием -uļ': Эйсуль, Спрукуль, Вигуль, Бурбуль, Вайкуль. Данный тип фамилий при Улманисе латышизировали добавлением суффикса -is (мужской вариант) и -e" (женский вариант): Эйсулис (Эйсуле), Спрукулис (Спрукуле), Вигулис (Вигуле), Бурбулис (Бурбуле), Вайкулис (Вайкуле).
В русской записи латгальских фамилий на русском языке иногда искажались гласные, например, фамилия Луоч («медведь») в российских и советских метриках могли записывать как Лоч.